# Paratrigonidium nitidum
Paratrigonidium nitidum är en insektsart som beskrevs av Brunner von Wattenwyl 1893. Paratrigonidium nitidum ingår i släktet Paratrigonidium och familjen syrsor. Inga underarter finns listade i Catalogue of Life.